# Giammaria Visconti di Modrone
Giammaria Visconti di Modrone (* 7. März 1935 in Rom; † 3. Dezember 2015 in Vigolzone) war ein italienischer Unternehmer und Funktionär aus der Familie Visconti.

## Werdegang
Nach Abschluss seines Jurastudium trat Visconti di Modrone Anfang der 1960er Jahre in den Dienst des teilweise in Familienbesitz befindlichen Pharmaunternehmens Carlo Erba, wo er zum Mitglied des Vorstandes aufstieg. Unter seiner Leitung übernahm das Unternehmen die Società alimentari Grazzano Visconti und stieg damit ins Lebensmittelgeschäft ein. In den folgenden Jahren engagierte er sich als Funktionär für verschiedene landwirtschaftliche Organisationen, darunter als Regionalvorsitzender und Mitglied des italienweiten Vorstandes der Confagricoltura.
Zwischen 1962 und 1968 gehörte Visconti di Modrone, dessen Großvater Giuseppe Visconti di Modrone zwischen 1914 und 1919 Präsident von Inter Mailand gewesen war, unter Präsident Angelo Moratti dem Vorstand des Klubs an. Als dessen Sohn Massimo Moratti 1995 den Klub übernahm, kehrte er als Vizepräsident in den Vorstand zurück. 1998 trat er zurück, um ab 2005 unter Giacinto Facchetti bis zu dessen Tod im folgenden Jahr noch einmal dem Verwaltungsrat anzugehören.